# Drapetis bicoloripes
Drapetis bicoloripes är en tvåvingeart som beskrevs av Enrico Adelelmo Brunetti 1913. Drapetis bicoloripes ingår i släktet Drapetis och familjen puckeldansflugor. Inga underarter finns listade i Catalogue of Life.